# Rosalia Porcaro
Rosalia Porcaro (Casoria, 27 de janeiro de 1966) é uma atriz e humorista italiana.

## Biografia
Rosalia Porcaro nasce em Casoria em 1966  e começa sua carreira artistica em 1985 no Teatro Bellini de Napoli, mas alcança o verdadeiro successo com a emissão humoristica Zelig nas várias edições.
Em 2010 trabalha nas fictions Notte prima degli esami e Area Paradiso.

## Filmografia
- Totò Sapore e la magica storia della pizza (2003), direção de Maurizio Forestieri
- Tutti all'attacco (2005), direção de Lorenzo Vignolo
- No problem (2008), direção de Vincenzo Salemme
- La fabbrica dei tedeschi (2008), direção de Mimmo Calopresti
- I mostri oggi (2009), direção de Enrico Oldoini

## Lançamentos
- Assundam e sue sorelle, Feltrinelli Editora, 2005, EAN 9788874960354